# Дзекедзеке, Кеннет
Кеннет Дзекедзеке (англ. Kenneth Dzekedzeke; род. 1 апреля 1969) — малавийский легкоатлет, специалист по бегу на средние дистанции. Выступал на профессиональном уровне в конце 1980-х — начале 1990-х годов, призёр ряда крупных международных стартов, действующий рекордсмен Малави в беге на 800 метров, участник летних Олимпийских игр в Сеуле. Тренер по лёгкой атлетике.

## Биография
Кеннет Дзекедзеке родился 1 апреля 1969 года.
Изначально пришёл в лёгкую атлетику в качестве тренера, занимался подготовкой своей сестры Мандализы, бегавшей кроссы, а с 1986 года тоже начал выступать на соревнованиях. Во время учёбы в школе показывал неплохие результаты на дистанциях 400 и 800 метров, чем привлёк внимание британского тренера по лёгкой атлетике Фрэнка Галлахера, который помог ему выйти на международный уровень.
Уже в 1987 году в составе малавийской сборной Дзекедзеке выиграл серебряную медаль на соревнованиях Independence Celebration Games в Мозамбике, а на Всеафриканских играх в Найроби, хоть и не сумел выйти в финал, установил ныне действующий рекорд Малави в беге на 800 метров — 1:49.48.
Благодаря череде успешных выступлений в 1988 году удостоился права защищать честь страны на летних Олимпийских играх в Сеуле — бежал 800 и 1500 метров, в обоих случаях остановился на предварительных квалификационных этапах.
В 1990 году отметился выступлением на Играх Содружества в Окленде, в дисциплине 800 метров не смог преодолеть предварительный квалификационный этап.
В 1991 году установил свой личный рекорд на дистанции 1500 метров — 3:56.11.
Показав определённые успехи в спорте, Кеннет Дзекедзеке получил стипендию для обучения на тренера в Майнцском университете. По возвращении из Германии в 1993 году он приступил к тренерской деятельности и в течение следующего десятилетия подготовил нескольких титулованных малавийских бегунов, в частности среди его воспитанников Кэтрин Чикваква и Фрэнсис Мунтали. В качестве исполнительного члена Малавийского олимпийского комитета и главного тренера сборной команды Малави присутствовал на Олимпийских играх 2008 года в Пекине.